# قطعنامه ۴۳۶ شورای امنیت
قطعنامه ۴۳۶ شورای امنیت سازمان ملل متحد که در تاریخ ۲۹ سپتامبر ۱۹۷۸ تصویب شد، سندی بین‌المللی دربارهٔ نامیبیا است. این قطعنامه طی نشست ۲٬۰۸۷ام با ۱۲ موافق، ۰ مخالف و ۲ ممتنع تصویب شد.